# 홍경표
홍경표(1962년 8월 11일~)은 대한민국의 촬영 감독이다.
28살에 영화계에 입문하여 1998년 영화 《하우등》으로 촬영 감독 데뷔했다.
2019년 미국 영화 예술 과학 아카데미 신입 회원으로 위촉되었다.

## 작품 목록
| 연도 | 제목                     | 감독   | 비고                          |
| ---- | ------------------------ | ------ | ----------------------------- |
| 2001 | 《킬러들의 수다》        | 장진   | 카메오                        |
| 2004 | 《태극기 휘날리며》      | 강제규 |                               |
| 2009 | 《마더》                 | 봉준호 |                               |
| 2010 | 《뱅》                   | 홍경표 | 단편 영화; 감독과 각본도 담당 |
| 2010 | 《초능력자》             | 김민석 |                               |
| 2011 | 《오직 그대만》          | 송일곤 |                               |
| 2013 | 《고령화가족》           | 송해성 |                               |
| 2013 | 《설국열차》             | 봉준호 |                               |
| 2014 | 《해무》                 | 심성보 |                               |
| 2015 | 《곡성》                 | 나홍진 |                               |
| 2016 | 《국가대표 2》           | 김종현 |                               |
| 2018 | 《버닝》                 | 이창동 |                               |
| 2019 | 《기생충》               | 봉준호 |                               |
| 2020 | 《다만 악에서 구하소서》 | 홍원찬 |                               |

## 수상 내역
| 연도 | 상                                        | 부문                         | 작품                 |
| ---- | ----------------------------------------- | ---------------------------- | -------------------- |
| 1999 | 씨네21 영화상                             | 올해의 촬영                  | 유령                 |
| 2000 | 제8회 춘사영화제                          | 신인촬영상                   | 시월애               |
| 2004 | 제6회 부에노스아이레스 국제독립영화제     | 촬영상                       | 태극기 휘날리며      |
| 2004 | 제41회 대종상 영화제                      | 촬영상                       | 태극기 휘날리며      |
| 2004 | 제24회 한국영화평론가협회상               | 촬영상                       | 태극기 휘날리며      |
| 2004 | 제25회 청룡영화상                         | 촬영상                       | 태극기 휘날리며      |
| 2004 | 제3회 대한민국 영화대상                   | 촬영상                       | 태극기 휘날리며      |
| 2004 | 씨네21 영화상                             | 올해의 촬영감독              | 태극기 휘날리며      |
| 2007 | 제6회 대한민국 영화대상                   | 촬영상                       | M                    |
| 2008 | 제9회 부산영화평론가협회상                | 촬영상                       | M                    |
| 2009 | 제18회 부일영화상                         | 촬영상                       | 마더                 |
| 2009 | 제10회 부산영화평론가협회상               | 촬영상                       | 마더                 |
| 2009 | 제32회 황금촬영상                         | 은상                         | 마더                 |
| 2009 | 씨네21 영화상                             | 올해의 촬영감독              | 마더                 |
| 2013 | 제22회 부일영화상                         | 촬영상                       | 설국열차             |
| 2013 | 제33회 한국영화평론가협회상               | 촬영상                       | 설국열차             |
| 2015 | 제35회 황금촬영상                         | 금상                         | 해무                 |
| 2015 | 제24회 부일영화상                         | 촬영상                       | 해무                 |
| 2016 | 제49회 시체스 영화제                      | 오피셜 판타스틱-최우수촬영상 | 곡성                 |
| 2016 | 제35회 몰린스 데 레이 호러영화제          | 특별언급                     | 곡성                 |
| 2016 | 제3회 한국영화제작가협회상                | 촬영상                       | 곡성                 |
| 2016 | 제53회 대종상영화제                       | 촬영상                       | 곡성                 |
| 2018 | 제39회 마나키 브라더스 국제촬영감독영화제 | 골든카메라상                 | 버닝                 |
| 2018 | 제38회 한국영화평론가협회상               | 촬영상                       | 버닝                 |
| 2018 | 제19회 부산영화평론가협회상               | 기술상                       | 버닝                 |
| 2018 | 씨네21 영화상                             | 올해의 촬영감독              | 버닝                 |
| 2019 | 제55회 백상예술대상                       | 영화부문 예술상              | 버닝                 |
| 2019 | 제28회 부일영화상                         | 촬영상                       | 기생충               |
| 2019 | 제39회 한국영화평론가협회상               | 촬영상                       | 기생충               |
| 2019 | 씨네21 영화상                             | 올해의 촬영감독              | 기생충               |
| 2020 | 제29회 부일영화상                         | 촬영상                       | 다만 악에서 구하소서 |
| 2020 | 제7회 한국영화제작가협회상                | 촬영상                       | 다만 악에서 구하소서 |
| 2020 | 씨네21 영화상                             | 올해의 촬영감독              | 다만 악에서 구하소서 |
| 2021 | 제41회 청룡영화상                         | 촬영조명상                   | 다만 악에서 구하소서 |
| 2021 | 제40회 황금촬영상                         | 금상                         | 기생충               |
| 2025 | 제61회 백상예술대상                       | 영화부문 대상                | 하얼빈               |